# Muž, který nebyl
Muž, který nebyl (v anglickém originále The Man Who Wasn’t There) je americko-britský dramatický film z roku 2001. Režisérem filmu je duo Joel Coen a Ethan Coen. Hlavní role ve filmu ztvárnili Billy Bob Thornton, Frances McDormandová, Michael Badalucco, Richard Jenkins a Scarlett Johansson.

## Ocenění
Film získal cenu BAFTA za nejlepší kameru. Billy Bob Thornton byl za svou roli v tomto filmu nominován na Zlatý glóbus. Film byl dále nominován na Oscara v kategorii nejlepší kamera a na dva Zlaté glóby (v kategoriích nejlepší film – drama a scénář).

## Obsazení
| Billy Bob Thornton   | Ed Crane               |
| Frances McDormandová | Doris Crane            |
| Michael Badalucco    | Frank Raffo            |
| Richard Jenkins      | Walter Abundas         |
| Scarlett Johansson   | Birdy Abundas          |
| Jon Polito           | Creighton Tolliver     |
| Tony Shalhoub        | Freddy Riedenschneider |
| James Gandolfini     | David Brewster         |